# 소천초등학교
소천초등학교는 대한민국 경상북도 봉화군 소천면 현동리에 있는 공립 초등학교이다.

## 학교 연혁
- 1930년 10월 20일 소천공립보통학교 개교 (현동리 638-1)
- 1931년 1월 1일 현 교사로 이전 (현동리 652-4)
- 1935년 7월 16일 부설 대현간이학교, 석포간이학교 개설
- 1938년 4월 1일 소천공립심상소학교로 개칭(6년제)
- 1941년 4월 1일 소천공립국민학교로 개칭
- 1962년 4월 26일 소천국민학교 황평분교 설립 인가
- 1962년 5월 30일 고선분교장 개교
- 1962년 5월 31일 황평분교장 개교
- 1963년 6월 1일 황목분교장 개교
- 1979년 3월 1일 고선국민학교 분교장 격하 편입, 고선국민학교 도화분교장 편입
- 1980년 3월 1일 도화분교장 폐교 및 본교 통폐합
- 1992년 3월 1일 갈산국민학교 우련전분교장 폐교 및 본교 통폐합
- 1993년 3월 1일 황평분교장 폐교 및 본교 통폐합
- 1994년 9월 1일 분천국민학교 분교장 격하 편입, 남회룡분교장 편입
- 1996년 3월 1일 소천초등학교 개편
- 1996년 3월 1일 황목분교장 폐교 및 본교 통폐합
- 1999년 9월 1일 임기초등학교 분교장 격하 편입, 두음분교장 편입
- 2015년 2월 13일 제82회 졸업(총 졸업생 수 :11,049명)
- 2015년 3월 1일 남회룡분교장 폐교 및 본교 통폐합
- 2015년 3월 1일 제33대 이하석 교장 부임
- 2021년 3월 1일 분천분교장 폐교 및 본교 통폐합
- 2024년 3월 1일 임기분교장 폐교 및 본교 통폐합

## 참고 자료
- 소천초등학교 - 한국교육학술정보원 학교알리미